# واکنش‌های وابسته به نور

واکنش‌های وابسته به نوردر غشای تیلاکوئید در فتوسنتز

واکنش‌های وابسته به نور به واکنش‌های فتوشیمیایی خاصی اطلاق می‌شود که در فتوسنتز، فرایند اصلی که گیاهان از طریق آن انرژی کسب می‌کنند، دخیل هستند. دو واکنش وابسته به نور وجود دارد، اولی در فتوسیستم 2 (PSII) و دومی در فتوسیستم 1 (PSI) رخ می‌دهد.
فتوسیستم ۲ یک فوتون را جذب می‌کند تا یک الکترون به اصطلاح پر انرژی، تولید کند که از طریق یک زنجیره انتقال الکترون به سیتوکروم b6f و سپس به فتوسیستم ۱ منتقل می‌شود. سپس فتوسیستم ۱ کاهش‌یافته، فوتون دیگری را جذب می‌کند و الکترون بسیار احیاکننده‌تری تولید می‌کند که طی آن NADP+ را به NADPH تبدیل می‌کند.

واکنش‌های چرخه‌ای وابسته به نور تنها زمانی رخ می‌دهند که تنها فتوسیستم مورد استفاده، فتوسیستم 1 باشد. فتوسیستم 1 الکترون‌هایی را تحریک می‌کند که سپس از پروتئین انتقالی، فرودوکسین (Fd)، به کمپلکس سیتوکروم b_{6}f، به پروتئین انتقالی دیگر، پلاستوسیانین (Pc) و بازگشت به فتوسیستم 1 چرخه می‌شوند. یک گرادیان پروتون در سراسر غشای تیلاکوئید (6) ایجاد می شود چون پروتون ها (3) از استرومای کلروپلاست (4) به لومن تیلاکوئید (5) منتقل می شوند.
از طریق کیمیوسموز، ATP (9) تولید می شود که در آن ATP سنتاز (1) یک گروه فسفات معدنی (8) را به یک مولکول ADP متصل می کند (7).

در فتوسنتز اکسیژنی، اولین دهنده الکترون، آب است که اکسیژن (O2) را به عنوان یک محصول جانبی ایجاد می‌کند. در فتوسنتز بدون اکسیژن، از اهداکنندگان مختلف الکترون استفاده می‌شود. سیتوکروم b6f و سنتاز ATP با هم کار می‌کنند تا ATP (فتوفسفوریلاسیون) را به دو روش مجزا تولید کنند.  
در فتوفسفوریلاسیون غیر حلقوی، سیتوکروم b6f از الکترون‌های فتوسیستم ۲ و انرژی از فتوسیستم ۱ استفاده می‌کند تا پروتون‌ها را از استروما به ریزکیسه منتقل کند.
گرادیان پروتون حاصل در سراسر غشای تیلاکوئید، یک نیروی محرکه پروتونی ایجاد می‌کند که توسط سنتاز ATP برای تشکیل ATP استفاده می‌شود. در فتوفسفوریلاسیون حلقوی، سیتوکروم b6f از الکترون‌ها و انرژی فتوسیستم ۱ برای ایجاد ATP بیشتر و توقف تولید NADPH استفاده می‌کند. فسفوریلاسیون چرخه ای، برای ایجاد ATP و حفظ NADPH در نسبت مناسب برای واکنش‌های مستقل از نور مهم است.
واکنش خالص تمام واکنش‌های وابسته به نور در فتوسنتز اکسیژنی به صورت زیر است:
واکنش خالص تمام واکنش‌های وابسته به نور در فتوسنتز اکسیژنی به صورت زیر است:
2H2O+2NADP++3ADP+3Pi → O2+2H++2NADPH+3ATP

فتوسیستم ۱ و ۲ مجموعه‌های برداشت نو هستند. اگر یک مولکول رنگدانه خاص، در مرکز واکنش فتوسنتزی، یک فوتون را جذب کند، یک الکترون در این رنگدانه به حالت برانگیخته می‌رسد و سپس به مولکول دیگری در مرکز واکنش منتقل می‌شود. این واکنش که جداسازی بار ناشی از نور نامیده می‌شود، شروع جریان الکترون است و انرژی نور را به اشکال شیمیایی تبدیل می‌کند.